# Skiatos (miejscowość)
Skiatos (gr. Σκιάθος, Skiáthos) – miejscowość w Grecji, na wyspie Skiatos, w administracji zdecentralizowanej Tesalia-Grecja Środkowa, w regionie Tesalia, w jednostce regionalnej Sporady. Siedziba gminy Skiatos. W 2011 roku liczyła 4883 mieszkańców.